# ナポリ、熟れた情事
ナポリ、熟れた情事（ナポリうれたじょうじ、原題：Napoli velata）は2017年のイタリアのミステリ映画、スリラー映画、ドラマ映画。監督はフェルザン・オズペテク、出演はジョヴァンナ・メッツォジョルノ、アレッサンドロ・ボルギなど。

## あらすじ
友人の誘いでナポリの伝統的な「フェミニエッロの出産の儀式」に参加した検視官のアドリアーナは、アンドレアという若い男性と出会い、一夜を共に明かす。あくる日も会う約束をして別れた二人だったが、アンドレアは約束の場所に現れず、アドリアーナは失望する。その翌日、両目の眼球を抉り出すなどして惨殺された遺体がアドリアーナの働く解剖室に運び込まれるが、それはアンドレアの亡骸だった。
動揺したアドリアーナだったが、さらに、寝ている間アンドレアによって何枚も裸の写真を撮られていたことを知りショックを受ける。親友のパスクァーレと叔母のアデーレにも助けられ、殺人事件の真相を調べることを決意したアドリアーナは、間もなく何者かに尾行されていることに気づき、それはアンドレアを自宅に泊めた夜、彼が家の中に何かを隠したからではないかと推測する。アンドレアの葬式でアドリアーナは、骨董商だという怪しげな二人組、ルドヴィーカとヴァレリアに出会う。二人はアドリアーナが事件に深入りすることを思いとどまらせようとしている様子だった。やがてアドリアーナは、アンドレアとうり二つの青年の姿を見かけるようになる。アンドレアの幽霊に違いないと信じたアドリアーナは、友人のカテーナの勧めに従って魔女であるドンナ・アッスンタに会いに行くが、不吉な答えを与えられる。
ある夜、アドリアーナはアンドレアとそっくりの青年に遭遇するが、彼はルカと名乗り、自分はアンドレアと生き別れた双子の弟なのだと説明する。ルカは一度も会ったことのなかった兄アンドレアを探して、ナポリに来たのだった。アドリアーナはルカを自宅に迎え入れるが、ルカはアドリアーナに対して過剰な独占欲を抱くようになり、二人の関係は病的なものとなる。同じ頃アドリアーナは、アンドレアが美術品の密輸に関与していたという情報を事件担当刑事のアントニオから伝えられる。アドリアーナはその後、自宅の鏡にアンドレアが書き残した数字を見つける。初め、これらの数字は犯人が捜していた物と関係しているのかと思われたが、次第に、その意味はさらに不吉であり、ナポリの街そのものを暗示しているらしいことが明らかになってくる。
アドリアーナとルカの関係にはいよいよ暗雲が垂れ込め、疑念に囚われたルカはとりわけ刑事のアントニオに激しい嫉妬心を抱くようになる。一方、今やアドリアーナにとって事件の捜査は、自らの過去に深く分け入っていく旅のような性格を帯びるようになっていた。叔母のアデーレは、アドリアーナの父ドメニコとの不倫関係について、また、それがアドリアーナの母イザベッラを狂気の淵に追いやったことについて姪に語る。
パスクァーレがアドリアーナを訪ねてきて、鏡に書かれていた数字について調べたことを伝えて危険を警告するが、二人が一緒にいる間にパスクァーレは突然死んでしまう。パスクァーレの解剖の後、アドリアーナの同僚のリリアーナは死因は心臓発作だと判断したが、アドリアーナは毒殺を疑う。事件を担当する警察署長のロザリアは、アンドレアが殺されたのは偽造品を売りつけたためであることを発見する。
パスクァーレの葬式で、動転したアデーレは、ナポリは自らの子供を殺したのだと言って街を激しく非難する。これを聞いたアドリアーナは、自分の過去のある場面を追体験する。幼いアドリアーナが目撃した、父が母を殺し、母が自殺する場面である。アドリアーナは今ようやく、この悲劇的な出来事を静かに受け入れることができたのだった。そしてアドリアーナは、ルカは自分の心を映し出した幻であり、重苦しい過去が人の姿をとったものにすぎないことに気づく。アドリアーナはアントニオの助けを得て、ルカとの関係を清算し、彼を追い払うことができた。
その後、アドリアーナは仕事を辞め、引っ越しの準備を進めながら、アントニオとも新たな関係を築こうとしていた。サンセヴェーロ礼拝堂で行われたある式典に出席したアドリアーナは、元同僚のリリアーナに再会し、彼女が骨董商ルドヴィーカとヴァレリアの知人であることを知る。ルドヴィーカとヴァレリアは、真実は有名なキリスト像のように、ヴェールに包まれているべきなのだと言う。
アドリアーナが礼拝堂から帰ろうとすると、門番が近づいてきて、ある品物を手渡す。それは、アドリアーナの父ドメニコが所有していた、目の形をしたお守りで、アデーレがアドリアーナに与え、その後、アドリアーナがルカに与えたものだった。門番は、アドリアーナと一緒に礼拝堂に入ってきた青年が落としたものだと言うが、アドリアーナは間違いなく一人で来たと言う。真相は決して知りえないことを静かに受け入れ、アドリアーナはナポリの街を歩いていく。

## キャスト
- アドリアーナ：ジョヴァンナ・メッツォジョルノ - ナポリに暮らす中年の検視官の女性。
- アンドレア：アレッサンドロ・ボルギ - アドリアーナが出会った若く魅力的な男性。アドリアーナと一夜を過ごした翌々日、惨殺体となって解剖室に運び込まれる。
- ルカ：アレッサンドロ・ボルギ（一人二役） - アンドレアの死後、アドリアーナの前に現れるようになった、アンドレアとそっくりの姿をした男性。
- アデーレ：アンナ・ボナイウート - アドリアーナの叔母。
- パスクァーレ：ペッペ・バッラ - アドリアーナの親友。アデーレのサロンにも出入りするなど、長年家族ぐるみの付き合いを続けている。

## 公開
イタリアでは2017年12月28日から劇場公開された。日本では劇場未公開で、2019年7月3日にDVDが発売された。

## 主な受賞とノミネート
- チャック・ドーロ賞（2018年）
  - 美術賞（デニズ・ギョクトゥルク・コバンベイ、イヴァーナ・ガルジューロ）
  - 衣装賞（アレッサンドロ・ライ）
  - ノミネート：助演女優賞（アンナ・ボナイウート）
  - ノミネート：撮影賞（ジャン・フィリッポ・コルティチェッリ）
  - ノミネート：録音賞（ファビオ・コンカ、ジュリアーノ・マルカッチーニ、ダニエーレ・デ・アンジェリス）
- ダヴィッド・ディ・ドナテッロ賞（2018年）
  - 撮影賞（ジャン・フィリッポ・コルティチェッリ）
  - 美術賞（デニズ・ギョクトゥルク・コバンベイ、イヴァーナ・ガルジューロ）
  - ノミネート：監督賞（フェルザン・オズペテク）
  - ノミネート：主演女優賞（ジョヴァンナ・メッツォジョルノ）
  - ノミネート：主演男優賞（アレッサンドロ・ボルギ）
  - ノミネート：助演女優賞（アンナ・ボナイウート）
  - ノミネート：助演男優賞（ペッペ・バッラ）
  - ノミネート：作曲賞（パスクァーレ・カタラーノ）
  - ノミネート：衣装デザイン賞（アレッサンドロ・ライ）
  - ノミネート：メイクアップ賞（ロベルト・パストーレ）
  - ノミネート：音響賞（ファビオ・コンカ、ジュリアーノ・マルカッチーニ、ダニエーレ・デ・アンジェリス、ジュゼッペ・ダマート、アントニオ・ジャンナントニオ、ダリオ・カルヴァーリ、アレッサンドロ・チェッカッチ）
- ナストロ・ダルジェント賞（2018年）
  - 撮影賞（ジャン・フィリッポ・コルティチェッリ）
  - ノミネート：監督賞（フェルザン・オズペテク）
  - ノミネート：主演女優賞（ジョヴァンナ・メッツォジョルノ）
  - ノミネート：助演男優賞（ペッペ・バッラ）
  - ノミネート：美術賞（イヴァーナ・ガルジューロ）
  - ノミネート：衣装賞（アレッサンドロ・ライ）
  - ノミネート：録音賞（ファビオ・コンカ）
  - ノミネート：作曲賞（パスクァーレ・カタラーノ）
- フライアーノ賞（2018年）
  - 監督賞（フェルザン・オズペテク）